# Desa Peterongan (administrativ by i Indonesien, lat -7,13, long 112,98)
Desa Peterongan är en administrativ by i Indonesien.   Den ligger i provinsen Jawa Timur, i den västra delen av landet, 700 km öster om huvudstaden Jakarta. Desa Peterongan ligger på ön Madura.